# Simon King
Simon King (Oxford, 12 agosto 1950) è un batterista inglese.
È famoso per la sua collaborazione con la space rock band Hawkwind.
Comincia la carriera con gli "Opal Butterfly" per poi passare agli Hawkwind nel 1972. Rimane nella band fino al 1979. Intanto nel 1973 partecipa alla realizzazione del primo album di Brian Eno.

## Discografia

### Con gli Hawkwind

#### Studio
- 1972 - "Doremi Fasol Latido"
- 1974 - "Hall of the Mountain Grill"
- 1975 - "Warrior on the Edge of Time"
- 1976 - "Astounding Sounds, Amazing Music"
- 1977 - "Quark, Strangeness and Charm"
- 1978 - "25 Years On"
- 1979 - "PXR5"

#### Live
- 1973 - "Space Ritual"

### Con Robert Calvert
- 1974 - "Captain Lockheed and the Starfighters"

### Con i Michael Moorcock's Deep Fix
- 1975 - "New Worlds Fair"

## Collaborazioni

### Con Brian Eno
- 1973 -  "Here Come the Warm Jets"